# Emmanuel Rivière
Emmanuel Rivière (Le Lamentin, 1990. március 3. –) martinique-i válogatott labdarúgó, aki a Crotone játékosa.

## Pályafutása

### Klubcsapatokban
Rivière a profi karrierjét a Saint-Étienne csapatában kezdte. 2008. július 31-én mutatkozott be egy Coupe de France mérkőzésen a Bordeaux ellen. Végig játszotta a meccset, amit 1-0-ra nyert meg a csapat. Bafétimbi Gomis volt a gólszerző. Habár 2010-ben három évvel meghosszabbította a szerződését, 2011-ben eligazolt a Toulouseba. 2013. január 30-án leigazolta az AS Monaco.  Rögtön a bemutatkozó meccsén gólt szerzett az AC Arles-Avignon ellen. Ő lőtte a csapat első gólját a 2013/14-es szezonban. A hetvenkettedik percben állt be James Rodríguez helyére és rögtön tíz perc után be is talált. A Montpellier csapatának lőtte élete első mesterhármasát. 2014. július 16-án a Premier Leagueben szereplő Newcastle Unitedbe szerződött. A csapat felkészülési mérkőzései közül betalált a Schalke és az ausztrál Sydney FC ellen is. Augusztus 17-én mutatkozott be a Premier Leagueben a Manchester City ellen. A ligakupa harmadik fordulójában két gólt is szerzett a Crystal Palace otthonában, az egyiket tizenegyesből. Első gólját a bajnokságban a Queens Park Rangersnek rúgta. De a csapata végül kikapott 2-1-re.
2016. augusztus 31-én egy szezonra kölcsönbe került a spanyol Osasuna csapatához. 2017. augusztus 25-én a francia Metz csapatába igazolt, majd a 2018-19-es szezon végén távozótt. 2019. szeptember 12-én egy évre írt alá az olasz Cosenza csapatához. 2020. szeptember 11-én ingyen igazolt a szintén olasz Crotone klubjába két évre.

### A Válogatottban
Többszörös francia korosztályos válogatott, amely tagjaként részt vett a 2007-es U17-es labdarúgó-világbajnokságon és a 2009-es U19-es labdarúgó-Európa-bajnokságon. 2019. november 14-én mutatkozott be góllal a martinique-i labdarúgó-válogatottban.

## Statisztika

### Klub
Frissítve: 2020. július 27-én.
| Klub             | Szezon   | Bajnokság      | Bajnokság | Bajnokság | Kupa  | Kupa  | Ligakupa | Ligakupa | Nemzetközi | Nemzetközi | Összesen | Összesen |
| Klub             | Szezon   | Bajnokság      | Mérk.     | Gólok     | Mérk. | Gólok | Mérk.    | Gólok    | Mérk.      | Gólok      | Mérk.    | Gólok    |
| ---------------- | -------- | -------------- | --------- | --------- | ----- | ----- | -------- | -------- | ---------- | ---------- | -------- | -------- |
| Saint-Étienne    | 2008–09  | Ligue 1        | 8         | 1         | 2     | 0     | 0        | 0        | 2          | 0          | 12       | 1        |
| Saint-Étienne    | 2009–10  | Ligue 1        | 30        | 8         | 4     | 2     | 1        | 0        | —          | —          | 35       | 10       |
| Saint-Étienne    | 2010–11  | Ligue 1        | 35        | 8         | 1     | 0     | 2        | 0        | —          | —          | 38       | 8        |
| Saint-Étienne    | Összesen | Összesen       | 73        | 17        | 7     | 2     | 3        | 0        | 2          | 0          | 85       | 19       |
| Toulouse         | 2011–12  | Ligue 1        | 26        | 5         | 0     | 0     | 0        | 0        | —          | —          | 26       | 5        |
| Toulouse         | 2012–13  | Ligue 1        | 18        | 4         | 2     | 1     | 1        | 0        | —          | —          | 21       | 5        |
| Toulouse         | Összesen | Összesen       | 44        | 9         | 2     | 1     | 1        | 0        | 0          | 0          | 47       | 10       |
| Monaco           | 2012–13  | Ligue 2        | 14        | 4         | 0     | 0     | 0        | 0        | —          | —          | 14       | 4        |
| Monaco           | 2013–14  | Ligue 1        | 30        | 10        | 5     | 3     | 1        | 0        | —          | —          | 36       | 13       |
| Monaco           | Összesen | Összesen       | 44        | 14        | 5     | 3     | 1        | 0        | 0          | 0          | 50       | 17       |
| Newcastle United | 2014–15  | Premier League | 23        | 1         | 1     | 0     | 4        | 2        | —          | —          | 28       | 3        |
| Newcastle United | 2015–16  | Premier League | 3         | 0         | 0     | 0     | 0        | 0        | —          | —          | 3        | 0        |
| Newcastle United | Összesen | Összesen       | 26        | 1         | 1     | 0     | 4        | 2        | 0          | 0          | 31       | 3        |
| Osasuna          | 2016–17  | La Liga        | 15        | 0         | 2     | 0     | —        | —        | —          | —          | 17       | 0        |
| Metz             | 2017–18  | Ligue 1        | 28        | 5         | 2     | 1     | 1        | 0        | —          | —          | 31       | 6        |
| Metz             | 2018–19  | Ligue 2        | 15        | 2         | 0     | 0     | 1        | 1        | —          | —          | 16       | 3        |
| Metz             | Összesen | Összesen       | 43        | 7         | 2     | 1     | 2        | 1        | —          | —          | 47       | 9        |
| Cosenza          | 2019–20  | Serie B        | 31        | 13        | 0     | 0     | —        | —        | —          | —          | 31       | 13       |
| Összesen         | Összesen | Összesen       | 272       | 59        | 19    | 7     | 11       | 3        | 2          | 0          | 305      | 69       |

### Góljai a válogatottban
| No. | Date               | Venue                                                         | Opponent | Score | Result | Competition                                    |
| --- | ------------------ | ------------------------------------------------------------- | -------- | ----- | ------ | ---------------------------------------------- |
| 1.  | 2019. november 14. | Stade Pierre-Aliker, Fort-de-France, Martinique               | Honduras | 1–0   | 1–1    | 2019–2020-as CONCACAF Nemzetek Ligája – A liga |
| 2.  | 2021. július 12.   | Children's Mercy Park, Kansas City, Amerikai Egyesült Államok | Kanada   | 1–0   | 1–4    | 2021-es CONCACAF-aranykupa                     |

## Sikerei, díjai
- AS Monaco
  - Ligue 2: 2012-13
- Metz
  - Ligue 2: 2018-19